# Rhododendron sinogrande
Rhododendron sinogrande är en ljungväxtart som beskrevs av Isaac Bayley Balfour och W.W. Sm. Rhododendron sinogrande ingår i släktet rododendron, och familjen ljungväxter. Inga underarter finns listade i Catalogue of Life.